# إسهال فيروسي عند الأبقار
مرض الإسهال الفيروسي البقري هو مرض وبائي معدي ينتشر في معظم دول العالم. يصيب الماشية من جميع الفئات العمرية، ويسبب خسائر مالية كبيرة في قطعان الماشية. تؤدى الإصابة بفيروس الإسهال الفيروسي البقري إلى ضعف مناعي، مما قد يظهر على شكل حمى، وإسهال، وضعف عام. عند إصابة بقرة الحامل في الأشهر الأولى بهذا الفيروس، ينتقل الفيروس إلى الجنين عن طريق المشيمة؛ في هذه الحالة يكون الجهاز المناعي للجنين غير مكتمل بعد، فلا يستطيع التعرف على الخلايا الفيروسية على أنها خلاية عدائية، فيتكاثر الفيروس داخل جسم الجنين، ليتكون جنين مستديم الإصابة بفيروس الإسهال الفيروسي البقري. تظل العجول مستديمة الإصابة بالفيروس ناقلة للعدوى على مدار حياتها وتنشر أعداداً كبيرةً من هذه الفيروسات للبيئة المحيطة، تعتبر المسبب الرئيسي لانتشار مرض الإسهال الفيروسي البقري بين قطعان الماشية.

## تصنيف الفيروس وتكوينه
ينتمي فيروس الإسهال الفيروسي البقري إلى جنس الفيروس الطاعوني (بالإنجليزية: Pestivirus) وفصيلة الفيروسات المصفرة (بالإنجليزية: Flaviviridae) يتألف جنس الفيروس الطاعوني من فيروسات صغيرة الحجم، تحتوي على حامض نووي ريبوزى ذو شريط أحادي موجب.
كذلك يضم هذا الجنس الفيروسات المسببة لمرض الحدود في الأغنام، والحمى الخنزيرية في الخنازير، واللذان يتتسببان أيضاً في خسائر مالية كبيرة في المزارع الحيوانية.

## وبائية المرض
يتسم مرض الإسهال الفيروسي البقري بسرعه انتشاره، ومقاومته للعلاج، وأعراضه المرضيه المدمره لقطعان الماشية على مستوى العالم. وتعتبر العجول مستديمة الإصابة بالفيروس المصدر الرئيسي لانتشار العدوى، فهي تنشرباستمرار أعداد هائلة من الفيروسات أكثر آلاف المرات من الحيوانات المصابة بالعدوى.

### طرق انتقال العدوى
ينتقل الفيروس أفقياً بين أفراد القطيع عن طريق الاتصال المباشر مع الحيوانات المصابة بالعدوى أو العجول مستديمة الإصابة بالفيروس. من خلال التعرض للإفرازات الملوثة للحيوانات المصابة، حيث يظل الفيروس حياً بدون عائل لمدة قد تزيد عن إسبوعين. وينتقل رأسياً من الأم المصابة للجنين.

## التشخيص

### الأعراض المرضية
تتباين حده الأعراض المصاحبة لمرض الإسهال الفيروسي البقري من ظهور أعراض شديدة قد تصل لنفوق الحيوان، إلى عدم ظهور أي أعراض مطلقاً، وذلك يختلف حسب عمر الحيوان وجنسه وحالته المناعية. تسبب العدوى الحادة للإسهال الفيروسي البقري ضعفا مناعياً في الأبقار المصابة، والذي يظهر على شكل:
- حمى
- خمول
- فقدان الشهية
- إفرازات من الأنف و العين
- إسهال
- نقص إدرار اللبن.

#### العدوى في الأبقار العشار
عند حدوث العدوى قبل التلقيح أو خلال أول 18 يوماً من الحمل، ينتج عنها تأخر التلقيح المخصب وطول الفترة من الولادة حتى حدوث التلقيح المخصب (الفترة المفتوحة). عند حدوث العدوى مباشرة بعد غرس البويضة الملقحة في جدار الرحم، ينتج عنه عدوي جنينية وموت للجنين. عند حدوث العدوى من اليوم 30 إلى اليوم 120، ينتج عنه جنين مستديم الإصابة بالفيروس. وعندما تحدث العدوى بعد اليوم 120، قد تتسبب العدوى في الإجهاض، أو التشوهات الجنينية. عند حدوث العدوى بعد اكتمال الجهاز المناعي للجنين يولد العجل سليماً، يحمل أجسام مضادة للفيروس.

#### الحيوانات مستديمة الإصابة
وهي العجول التي تولد من أم مصابة بالفيروس في الأشهر الأولى من الحمل؛ حيث لا يكون الجهاز المناعي للجنين قد أكتمل بعد ليكون قادراً على تكوين أجسام مضادة ضد الفيروس، فيتكاثر الفيروس داخل خلايا الجنين مكوناً عدداً هائلأً من الفيروسات تنتشر باستمرار من هذه الحيوانات إلى البيئة المحيطة. غالبا ما تكون العجول مستديمة الإصابة هزيلة وأصغر من أقرانها وأكثر عرضة للأمراض. ولكن عدد قليل منهم يعيش طبيعياً حتى عمر السنتين، وإذا عشرت إحدى هذه الحيوانات يكون جنينها أيضاً مستديم الإصابة بالفيروس.

#### داء الأغشية المخاطية
داء مميت غالباً ما يصيب الحيوانات مستديمة الإصابة بفيروس الإسهال الفيروسي البقري، عند تعرضها للإصابة بعترة أكثر ضراوة من نفس الفيروس.
يسبب داء الإغشية المخاطية نخر بِظهارة الأغشية المخاطية للأنف والفم والجهاز الهضمي مسببة  تقرحات بالأغشية المخاطية للفم والأنف، إسهال حاد، تسمم دموي، حمى، ضعف، وهزال، حتى ينفق الحيوان في خلال أيام لأسابيع من بداية أعراض الإصابة.

### الإختبارات المعملية
تفحص عينات الدم أوالأنسجة لقياس مستوي الاستجابة المناعية للحيوانات عن طريق اختبار (الأجسام المضادة)، أو  للكشف عن وجود الفيروس عن طريق (اختبار المستضد).
تحمل الحيوانات المعافاة من المرض أجسام مضادة للفيروس، بينما تحمل الحيوانات مستدامة الإصابة مستضد الفيروس لعدم قدرة أجهزتها المناعية على التعرف على الفيروس وتكوين أجسام مضادة، أما الحيوانات المصابة بالعدوى؛ فقد تحمل مستضد الفيروس بسبب الانتشار المؤقت للفيروس، وفي هذه الحالة يجب إعادة التحاليل بعد 4 أسابيع للتأكد من تكون الأجسام المضادة، وخلو العينات من الفيروس، ولتميزِهم من الحيوانات مستديمة الإصابة.

## التخلص من المرض و السيطرة عليه
تكمن إستراتيجية السيطرة على مرض الإسهال الفيروسي البقري في التعرف علي الحيوانات مستديمة الإصابة و التخلص منها. ومنع عدوى الحيوانات الغير مصابة بتحصينها باللقاحات، ورفع مستوى الأمن البيولوجي عن طريق الفحص الدائم للقطيع.

## اللقاحات
تهدف اللقاحات المستخدمة للسيطرة على فيروس الإسهال الفيروسي البقري إلى:
- حماية الحيوانات من الأعراض المرضية المصاحبة للعدوى.
- منع انتقال العدوي من الأم للجنين للحد من ظهور عجول مستديمة الإصابة بالفيروس.[11]